# Óbesenyő
 Óbesenyő  (románul:  Dudeștii Vechi , bolgárul: Стар Бешенов, Sztár Besenov, bánáti bolgárul: Stár Bišnov, németül: Altbeschenowa) községközpont Romániában, a Bánságban, Temes megyében. Az első világháborúig Torontál vármegye Nagyszentmiklósi járásához tartozott.

## Fekvése
Temesvártól északnyugatra, Szegedtől délkeletre, az Aranka-patak mellett található.

## Nevének változásai
1839-ben és 1863-ban Ó-Besenyő és Stara-Beshenowa, 1873-ban Besenyő (Ó-), 1880-ban Bessenyő (Ó-), 1890-ben Ó-Bessenyő, 1900-ban Óbessenyő, majd 1920-ban Beșenova mare és 1930-1956 Beșenova-Veche.

## Története
A Magyarország geográfiai szótára című kötet ezt írja településről a 19. század derekán.
„Ó-Besenyő, bolgár mezőváros, Torontál vgyében, Szegedhez délkeletre 4 mfdnyire, az Aranka vize mellett 7526 kath., 12 reform. 202 óhitű lak., kath. anyatemplommal, szép városházával, vendégfogadóval. Határa nagy kiterjedésű, s igen termékeny, az uraságnak több ezer holdra menő majorsági rétje és legelője van. Egész urbéri telket 263 2/8 számlál. F. u. a kamara.”
Manapság Óbesenyő a bánáti bolgárok központja. Itt él és pásztorkodik egyebek között Vásilčin Jáni esperes, aki bánáti bolgár nyelv és identitás, valamint a katolikus vallás őrzésének és fenntartásának egyik fontos szereplője. 1998-ban az óbesenyőiek, s a többi katolikus bolgár, valamint a temesvári püspökség támogatásával megjelentette az Újtestamentum fordítását is bánáti bolgárul.

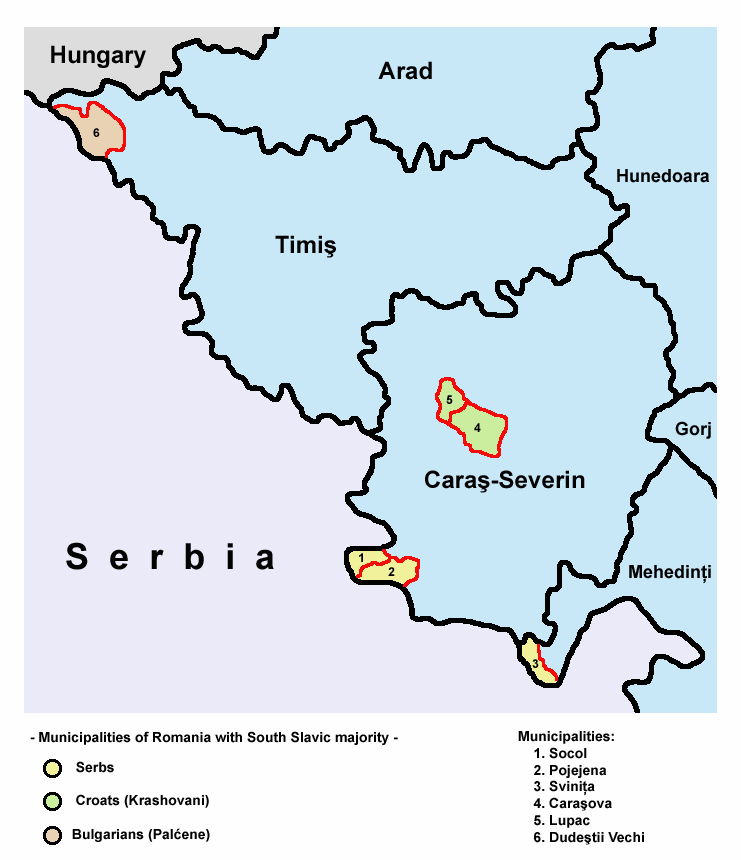
Óbesenyő község (6.) elhelyezkedése

## Népessége
- 1900-ban 5921 lakosából 5421 volt bolgár, 256 magyar, 193 német, 39 román, 8 szerb, 1 horvát és 3 szlovák anyanyelvű; 5650 római katolikus, 205 ortodox, 46 izraelita, 14 református, 1 görögkatolikus, 1 unitárius, és 4 egyéb vallású.
- 1992-ben 4450 lakosából 3565 volt bolgár, 507 román, 260 cigány, 72 magyar, 17 német, 12 ukrán, 9 szerb, 3 cseh, 3 szlovák és 1 zsidó nemzetiségű, 5 görögkatolikus, 4012 római katolikus, 348 ortodox, 7 református, 5 unitárius, 4 evangélikus, 1 izraelita és 68 egyéb (pünkösdista, baptista, adventista) vallású.
- 2002-ben az 5807 lakosából 2 987 (51,44%) volt bolgár, 2 368 (40,78%) román, 330 (5,68%) magyar, 62 roma, 44 német és 16 szerb.

## Híres emberek
- Itt született Berecz Imre katolikus pap, a bánsági bolgárok egyik írója (1825–1866).

## Látnivalók
- Római katolikus templom

## Politika
A 2012-es helyhatósági választásokon a Bánáti Bolgárok Szövetsége 6 mandátumot, a Nemzeti Liberális Párt 3 mandátumot, a Demokrata Liberális Párt, az Ökológia Párt, a Konzervatív Párt és a Partidul Poporului – Dan Diaconescu 1-1 mandátumot szerzett.

### Irodalom

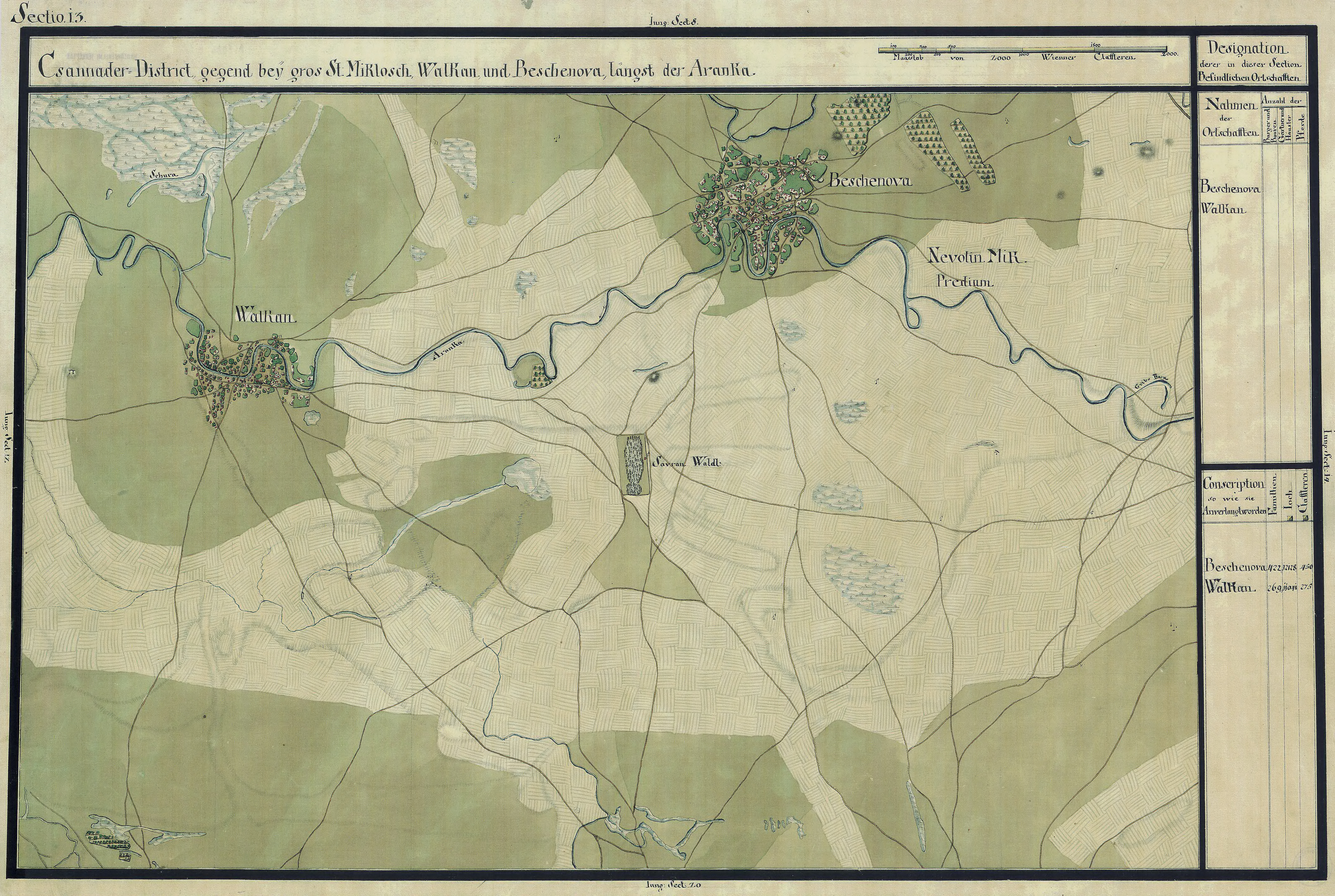
Óbesenyő egy régi térképen

### Weboldalak
- Új Magyar Szó[halott link]
- www.bolgarok.hu
- térkép
- BANATerra - a település története
- Star Bisnov, Óbesenyő település honlapja